# Cryoséisme

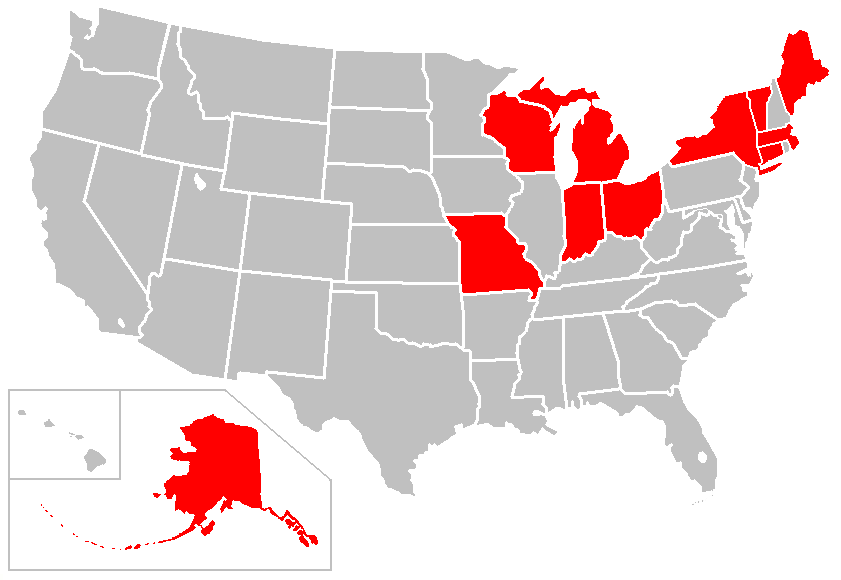
États américains ayant rapporté l'observation de cryoséismes.

Un cryoséisme ou tremblement de glace est un séisme engendré par le mouvement de la glace. Il peut être causé par une rupture soudaine d'un bloc de glace, d'un sol gelé ou d'une roche saturée en eau,.
Une forme particulière de cryoséisme est le tremblement de glace, engendré par un mouvement soudain de glacier (en),.[pas clair]

## Caractéristiques
Les cryoséismes peuvent être produits par le gel de l'eau lors d'une variation rapide de la température, généralement en hiver. Ils ne seraient pas détectables avec des sismographes[source insuffisante].